# Wouter Crabeth II
Wouter Pietersz Crabeth II (1594-c. 18 de junio de 1644) fue un pintor neerlandés del denominado Siglo de oro neerlandés.

## Biografía
Wouter Crabeth nació en la ciudad de Gouda en 1594. Era hijo del escritor y político Pieter Woutersz Crabeth. Su abuelo era Wouter Crabeth I, que fue un célebre vidriero. Crabeth aprendió con Cornelis Ketel, tío de Cornelis Ketel el Joven. También pudo haber sido aprendiz de Abraham Bloemaert en Utrecht.

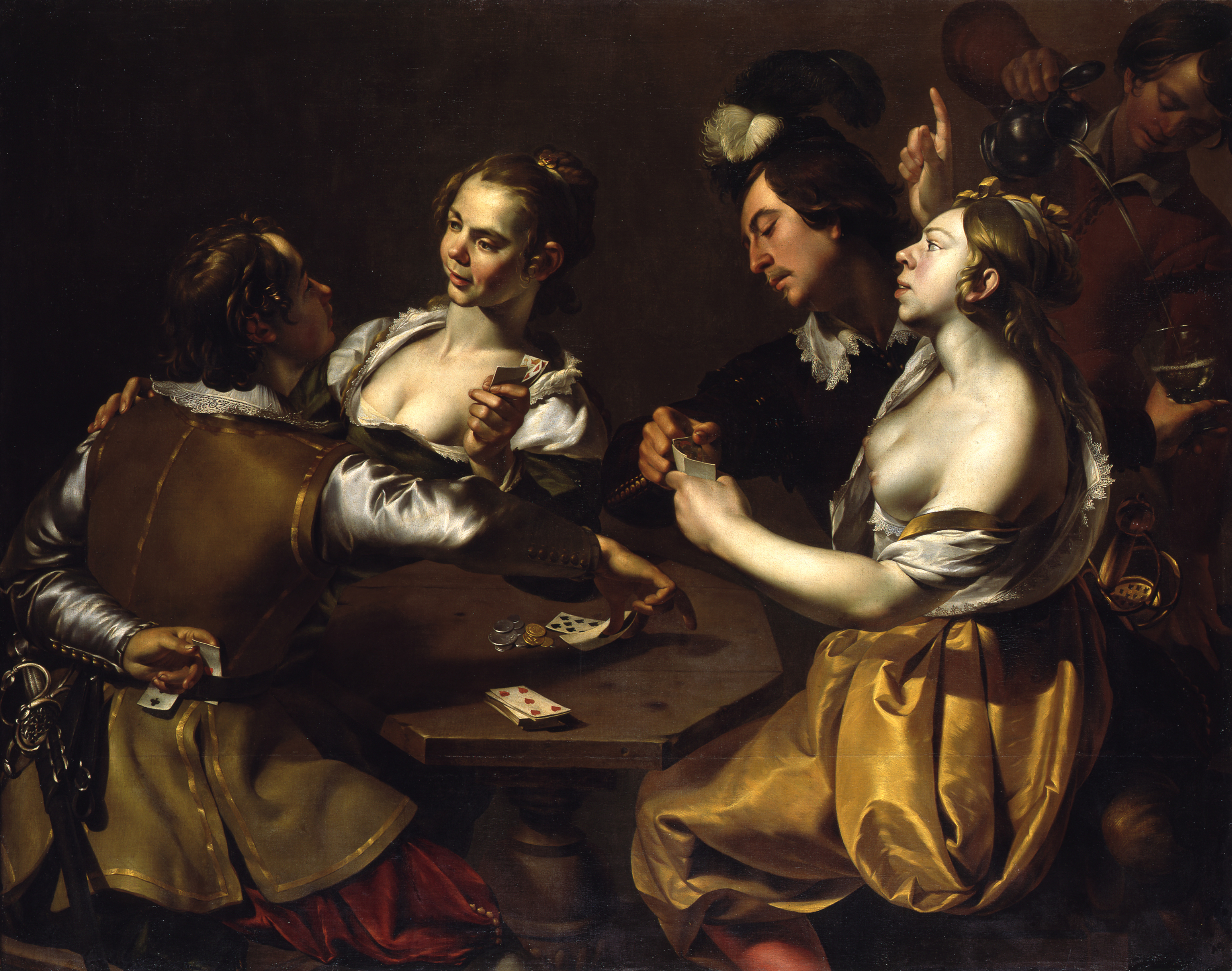
Los tramposos, 1626/24 (Gemäldegalerie)

En 1613, Crabeth hizo su Grand Tour. Un recorrido que terminó en Florencia y Roma, y que era considerado un elemento necesario para completar la formación clásica de un artista flamenco de la época. Estuvo en Paris en 1615 y en Aix-en-Provence en el siguiente año. Luego viajó a Italia, donde estudió sus obras maestras y donde asistió a diversas academias y talleres de pintura. En 1619, mientras se encontraba en Roma, se convirtió en miembro del grupo de los Bentvueghels, que formaban pintores como Cornelis van Poelenburgh, Bartholomeus Breenbergh, Wybrand de Geest y Leonaert Bramer. Le dieron el sobrenombre de "De Almanack" (El almanaque). Crabeth es representado con este sobrenombre en un dibujo anónimo pintado en 1620 y conservado en el Museum Boijmans Van Beuningen de Róterdam. Crabeth era entonces conocido como Wouter van der Gou (Wouter de Gouda) y era visto a menudo junto a otros miembros de los Bentvueghels.

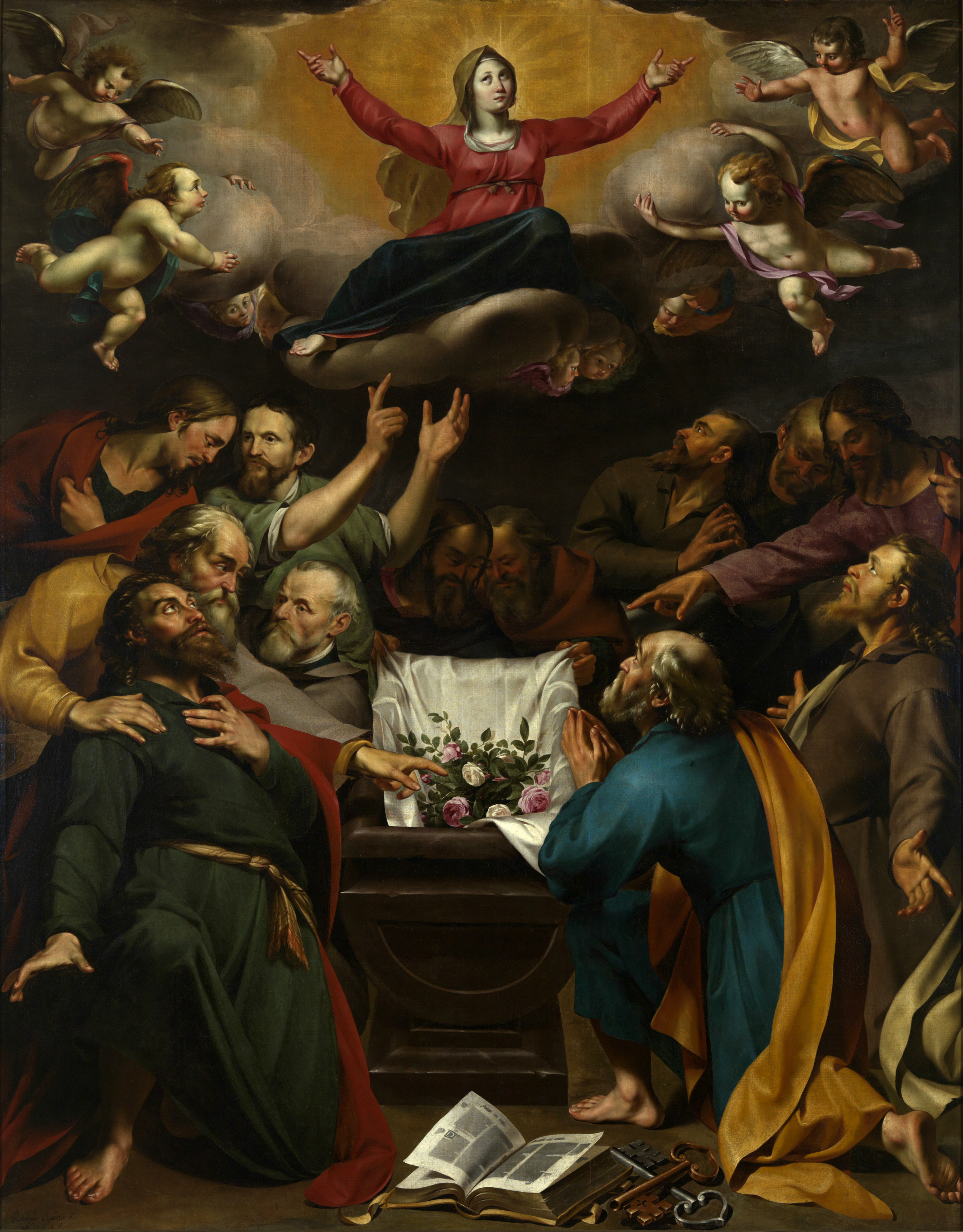
La Asunción de la Virgen María, 1628 (Catharina Gasthuis (MuseumgoudA), Gouda)

En 1626, volvió a Gouda, como schutter, (soldado). En 1628, contrajo matrimonio con la hija del alcalde, Adriana Gerritsdr Vroesen. El mismo año, a la vez que su padre se convertía en alcalde, él fue nombrado capitán de  Schutterij (cuerpo militar de voluntarios que existía en los Países Bajos en la Edad Media y a principios de la Edad Moderna) un cargo que ejerció hasta su muerte en 1644. En el ejercicio de este puesto, participó en 1629 en el Asedio de Bolduque.
Antes de esto, recibió el encargo de Petrus Purmerent para realizar dos retablos para la iglesia católica de Saint-Jean-Baptiste y Catharinagasthuis, que eran La Asunción de la virgen María (Ten-Hemelopneming van Maria) y La duda de Tomás (Ongelovige Thomas). Estos cuadros se encuentran actualmente en el Museum Het Catharina Gasthuis de Gouda y en el Rijksmuseum de Ámsterdam. Los dos muestran una fuerte influencia de la pintura italiana y se encuentran estilísticamente próximo a Caravaggio. En 1631 y 1641, Crabeth pintó otros dos retablos para la iglesia de Saint-Jean-Baptiste, que se encuentran también en el Museum Het Catharina Gasthuis.

## Obras seleccionadas
- La adoración de los reyes magos (Aanbidding der Koningen), 1631 (Museum het Catharina Gasthuis Gouda).
- Entretenimiento de los pastores (Herdersvermaak) (Museo Real de Bellas Artes de Amberes, Amberes).

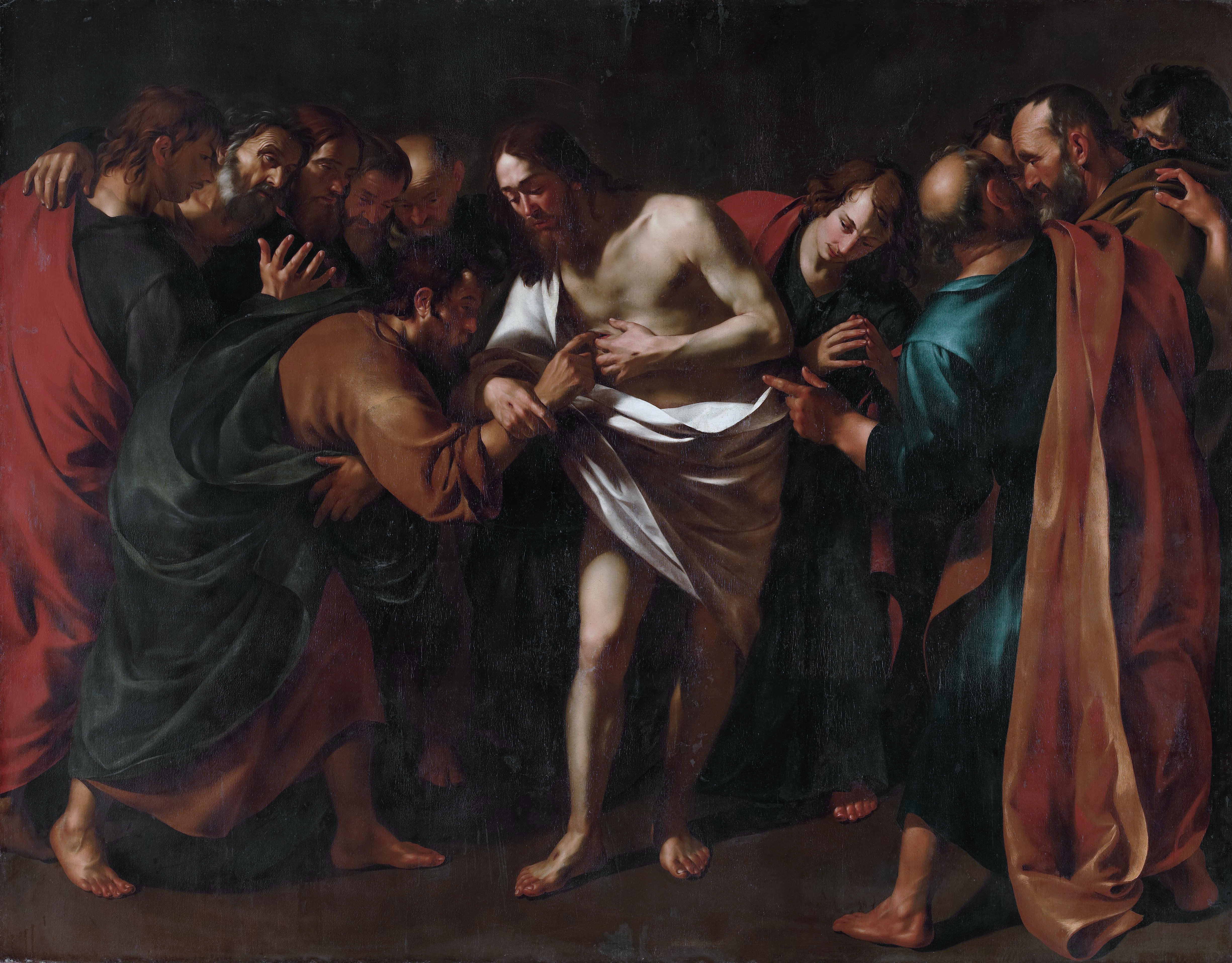
La duda de Tomás, después de 1628 (Rijksmuseum)

- La Asunción de la Virgen María (Ten-Hemelopneming van Maria), 1628 (Museum het Catharina Gasthuis, Gouda). Este cuadro fue realizado en 1628 por Crabeth como tela de altar, encargado por Petrus Purmerent para una iglesia clandestina. Olvidado durante más de tres siglos, fue redescubierto en 1970 – en el ático de la rectoría, por el entonces director del Catharina Gasthuis en Gouda, Dr. Jan Schouten. La obra se exhibe en el nuevo museo.[4]
- Los bebedores (atribuida; actualmente en colección privada, vendida el 11 de marzo de 1999).
- Compañía de músicos. (Szépmüvézeti Muzeum, Budapest).
- La conversión de Guillermo de Aquitania por Bernardo de Claraval (Bernardus van Clairvaux bekeert Willem van Aquitanië, 1641 (Museum het Catharina Gasthuis de Gouda).
- Pareja que toca la flauta (Koninklijk Museum voor Schone Kunsten, Amberes).
- El guerrero moribundo (Stervende krijgsman) (colección privada).
- Los jugadores de cartas (Muzeum Narodowe, Varsovia).
- Los jugadores de cartas (colección privada).

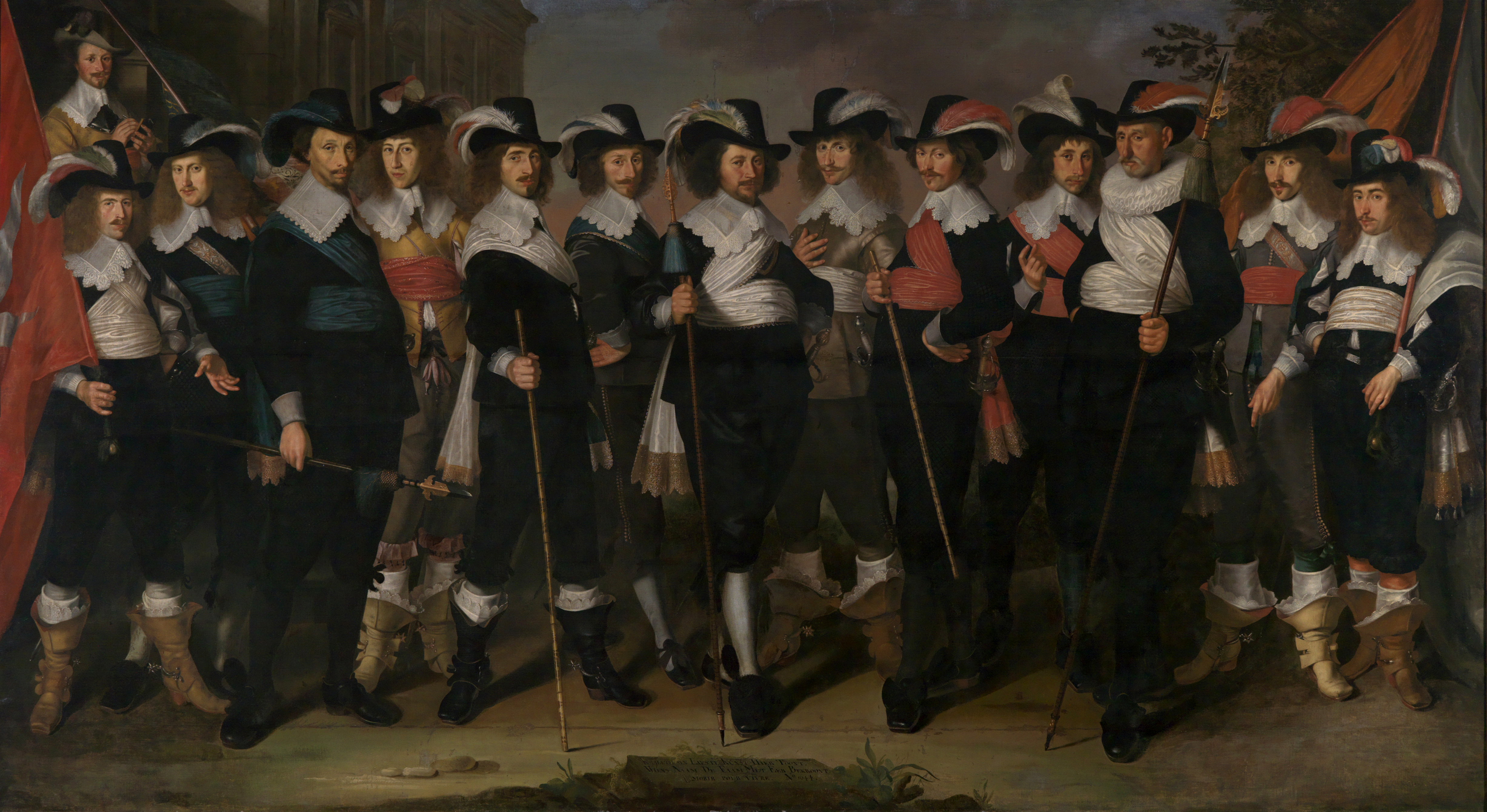
Harmanus Herberts y sus oficiales, 1642 (Catharina Gasthuis (Museumgouda), Gouda)

- Harmanus Herberts y sus oficiales, 1642 (Museum het Catharina Gasthuis Gouda).
- El Santo Entierro, probablemente destruido en 1945 (visto por última vez en el Kaiser-Friedrich-Museum, en Berlín).
- Las bodas de Caná (De Bruiloft te Kana), pintado en 1640 (Museum het Catharina Gasthuis Gouda).
- La duda de Tomás (Ongelovige Thomas), sobre 1628 (Rijksmuseum, Ámsterdam – loaned to the Catharina Gasthuis (MuseumgoudA), Gouda).
- Los tramposos, 1626/44 (Gemäldegalerie, Berlín).